# 古岡秀士
古岡 秀士（ふるおか ひでし、1987年8月21日 - ）は、日本の実業家。株式会社ユナイトプロジェクト創業者、同社代表取締役社長。

## 人物・来歴
福島県いわき市出身。嘉悦大学を経て、2012年青山学院大学大学院卒業。2016年10月株式会社ユナイトプロジェクトを創業、代表取締役社長に就任。学習塾向け成果報酬型広告事業「塾シル」で業績を伸ばす。2020年4月、株式会社インタースペース（東証マザーズ 2122）による株式会社ユナイトプロジェクトの連結子会社化ののちも同社の代表取締役社長を継続。